# Aloe sulcata
Aloe sulcata é uma espécie de liliopsida do gênero Aloe, pertencente à família Asphodelaceae.